# Eosentomon indicum
Eosentomon indicum är en urinsektsart som först beskrevs av Alexander Schepotieff 1909.  Eosentomon indicum ingår i släktet Eosentomon och familjen trakétrevfotingar. Inga underarter finns listade i Catalogue of Life.